# Dos rostros, una vida
Dos rostros, una vida es una telenovela colombiana realizada por FGA Televisión para el Canal Nacional en 1968, la cual fue protagonizada por Julio César Luna y Lyda Zamora. Fue escrita por Bernardo Romero Pereiro, producida por Hernán Villa y dirigida por Luis Eduardo Gutiérrez.
La trama, de 83 capítulos de duración, narra las historias de Santiago y Mauricio, dos gemelos que fueron separados al nacer que hasta entonces nunca se conocieron y, como es natural, ambos viven en condiciones sociales y económicas muy distintas.

## Reparto
- Julio César Luna ... Santiago / Mauricio
- Lyda Zamora ... Verónica
- Álvaro Ruiz
- Rebeca López ... Berta
- Judy Henríquez
- Carmen de Lugo
- Enrique Tobón
- Ramiro Corzo
- Ugo Armando
- Ana Mojica
- Karina
- Omar Sánchez
- Boris Roth
- Fernando Corredor
- Aldemar Lozano
- Diana Sanders
- Camilo Medina
- Luis Fernando Orozco

## Premios
Álvaro Ruíz y Rebeca López recibieron el Premio Telenovela de 1968 a mejor actor y actriz de reparto respectivamente.